# Luminotècnia

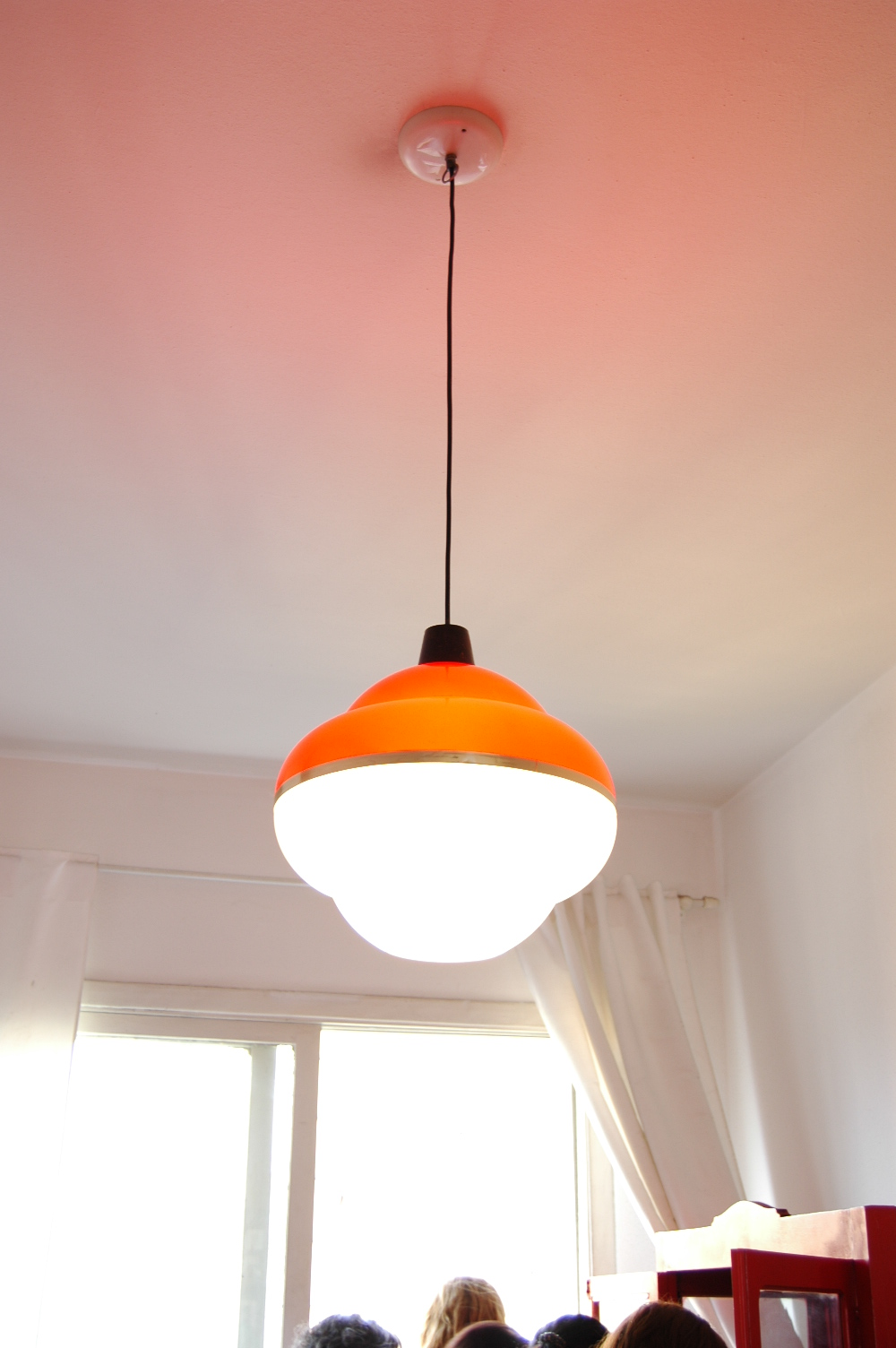
Làmpada de sostre.

La luminotècnia és la ciència que estudia les diferents maneres de producció de llum, les seves característiques, el seu control i utilitat per finalitats específiques.
La llum és una radiació que transporta energia en forma de camp magnètic i elèctric; la qual té diferents característiques que l'ésser humà ha volgut conèixer i dominar per tal d'utilitzar la llum amb certes finalitats en diversos camps professionals. Aquesta ambició pel control de la llum no és originari de la invenció de les primeres làmpades elèctriques de Thomas Alva Edison; sinó que ve de molt abans, amb el descobriment del foc, el qual va ser la primera solució a la falta de llum natural en els llocs tancats.

## La freqüència
La freqüència de fotó mesura les vegades per unitat de temps que es repeteix la seqüència d'ones. Aquesta distribueix l'energia que transporta cada emissió lluminosa, per tant a més freqüència, més energia, i més blavosa serà la llum; ja que el color de llum també depèn de la quantitat energètica que aquesta tingui. L'ull humà però, només és capaç de percebre les ones de ràdio que estan compreses entre els 400 i els 700 nm (nanòmetres). Concretament, els colors més característics corresponen a les ones de ràdio de les següents longituds:
- Violeta: de 380 a 436 nm
- Blau: de 436 a 495 nm
- Verd: de 495 a 566 nm
- Groc: de 566 a 589 nm
- Taronja: de 589 a 627 nm
- Vermell: de 627 a 760 nm

Encara que no els puguem percebre amb la vista, també sabem de l'existència dels rajos ultraviolats i dels infrarojos, que es troben per sota i per sobre de les longituds esmentades. Aquests últims els podem percebre per la calor que emeten.

## Magnituds fonamentals de la luminotècnia
Com s'ha dit la llum és una radiació que transporta energia en forma de camp magnètic i elèctric, per tant hauríem de calcular-la a partir de Joules (J), tenint en compte el sistema internacional de mesures.
Ara bé, no tota la llum emesa per una font que produeix sensació lluminosa, de la mateixa manera que no tota l'energia que consumeix es converteix en llum. Així doncs cal establir noves magnituds i unitats de mesura per aconseguir mesurar la radiació a la qual és sensible l'ull humà.
La il·luminació és l'element fonamental de la luminotècnia perquè consisteix bàsicament a ficar llum allí on no n'hi ha. Aquesta acció es pot exercir de diverses maneres, però totes tenen el mateix objectiu d'aconseguir el nivell de luminància adequat a l'ús que cal.

### Flux lluminós
Potència emesa en format de radiació lluminosa a la qual l'ull humà és sensible. Unitat de mesura: lumen (lm). (Φ = l· ω)

### Il·luminació
La unitat de la luminància és el lux (lx) que es defineix com el flux que travessa la superfície que ens interessa, per mesurar-ho hem de contar la quantitat de lúmens que passen per la superfície (E = dφ / dS).
El nivell lluminós és el que s'especifica en tots els projectes d'il·luminació: una habitació molt ben il·luminada per usos que requereixen grans resolucions, com tallers de dibuix, poden tenir sobre 500 lx; en canvi en un plató per rodar vídeos el valor mínim és de 1400 lx. Juntament amb aquests coneixments, hem de tenir en compte que la il·luminació també es mesura per la seva intensitat.

### Intensitat lluminosa
La intensitat es defineix com la quantitat de flux lluminós que segueix una mateixa direcció. Per tant, és un factor important a tenir en compte a l'hora de treballar amb llum, ja que depèn de la intensitat que es posi s'aconsegueix un efecte o un altre. La unitat encarregada de mesurar-la és la candela, la qual té aquest nom perquè en els inicis era la llum que emetia un tipus d'espelma (candle), i determina el flux que contingut en un angle sòlid infinitesimal (E = dφ / dω). És a dir, mesura la distància que hi ha entre els rajos de llum.
1. Angle sòlid: és un angle en l'espai, en tres dimensions.
2. Flux lluminós: és la mesura de la potència lluminosa percebuda.

### Luminància
Efecte de llum que produeix una superfície a la retina de l'ull. Unitat de mesura: candela/m² (cd/m²). L= I/Saparente

### Rendiment lluminóso eficència lluminosa
És el quocient entre el flux lluminós produït per la làmpada i la potència elèctrica consumida, aquesta es defineix segons les característiques de la làmpada. Unitat de mesura: lumen/watio (lm/wat). ƞ= φ/W 

### RESUM
| MAGNITUD             | SÍMBOL | UNITAT               | EQUACIÓ        |
| -------------------- | ------ | -------------------- | -------------- |
| Flux lluminós        | φ      | lumen (lm)           | Φ = l· ω       |
| Il·luminació         | E      | lux (lx)             | E = dφ / dS    |
| Intensitat lluminosa | l      | candela (cd)         | E = dφ / dω    |
| Luminància           | L      | candela/m² (cd/m²)   | L= I/Saparente |
| Rendiment lluminós   | ƞ      | lumen/watio (lm/wat) | ƞ= φ/W         |

## Evolució dels conceptes de la il·luminació escènica (segle XX)[3]
1880 Thomas Alva Edison patenta la bombeta eléctrica d'incandescència.
Més tard, Le Comte Théodore du Moncel publica L'Éclairage Électrique, el qual té un apartat dedicat a l'aplicació de la llum elèctrica a les representacions teatrals. Així doncs, aquí hi descriu els efectes d'en Duboscq utilitzats a l'Òpera de París, les aparicions damunt d'un vidre inclinat al teatre Châtelet i la font lluminosa de l'enginyer suís Jean-Daniel Colladon. No obstant això, encara no s'utilitzen aquestes aplicacions il·luminatives al teatre, sinó que es fan servir arcs elèctrics.
1882 Exposició Internacional d'Electricitat a Múnic. Aquesta incorpora un teatre amb l'escenari i la platea il·luminats per bombetes incandescents de llum elèctrica d'Edison.
1888 August Strindberg publica en el pròleg de La Senyoreta Júlia diverses reflexions envers la psicologia, la plàstica, la caracterització i la seva relació amb la il·luminació escènica. Reivindica l'eliminació de les llums de prosceni perquè exposa que alteren la caracterització del rostre i, a més, fan mal als ulls de l'actor, la qual cosa impedeix un ús de la mirada a l'hora d'actuar. Així doncs, proposa l'aplicacio d'una llum lateral. També demana un escenari i una platea més petits, i l'enfosquiment de la platea i de l'orquestra durant la representació. A partir d'aquí, Wagneradopta aquestes solucions per al seu teatre de Bayreuth.
1892 Debut oficial de la Loïe Fuller Follies–Bergère de París amb un equip de vint-i-set electricistes-il·luminadors.
1894 Loïe Fuller patenta un Mechanism for the Production of Stage Effects que exposa el sistema d'il·luminació des de sota l'escenari.  
1897 Loïe Fuller fa una nova temporada al Follies–Bergère de París amb un equip de trenta-vuit electricistes-il·luminadors.
1901 Marià Fortuny i de Madrazo patenta el seu sistema d'il·luminació indirecta.
1906 Marià Fortuny inaugura la instal·lació d'una cúpula dissenyada per ell al teatre de la comtessa de Béarn a París.
1909 Appia exposa que s'ha d'eliminar el decorat pintat per a aconseguir una plàstica de tres dimensions entre l'actor i l'espai. En contraposició, Fuchs proposa situar l'actor davant d'un fons pla bidimensional en el qual destaqui el relleu, a partir de la il·luminació.
1911 Bram Stoker troba que la foscor, sota control, és un factor tant important com la llum.S'adona que en la naturalesa la llum rarament mostra un efecte d'il·luminació homogènia. També aconsella enquadrar la part de l'escenari que té major importància.
1915 Concert amb llum de color del poema simfònic Prometheus d'Alexandre Scriabin al Carnegie-Hall de Nova York.
1917 Estrena al Teatre Costanzi de Roma de l'espectacle Fuochi d'Artificio amb concepció lumínica i escenogràfica de Giacomo Balla. Aquesta obra té uns seixanta.
1928 Sheldon Cheney publica el llibre Stage Decoration en el qual dedica un capítol a estudiar el progrés en la mecànica i la il·luminació teatrals. En ell explica que la il·luminació indirecta de Fortuny es tracta d'una llum que il·lumina el fons sense que es noti que està il·luminat.
1929 Fuchs diferencia cinc funcions a la il·luminació escènica: Proporcionar il·luminació, dotar de realisme, assistir en la composició i el disseny, (establir l'expressió plàstica, i ajudar en l'expressió psicològica.
Al 29 de maig s'inauguren, a l'Exposició Internacional de Barcelona, els jocs d'aigua i llum de Montjuïc.
1930 Thomas Wilfred funda The Art Institute of Light, una organització i centre de recerca per a la il·luminació.
1936 Bertolt Brecht escriu Die Sichtbarkeit der Lichtquellen. Aquí defensa que igualment que en les manifestacions esportives, on no s'amaguen les fonts de llum, tampoc s'han d'amar al teatre. Això implica que anul·li la il·lusió escénica i potencï la concentració.
1938 Gertrude Stein publica l'obra de teatre Doctor Faustus Lights the Lights. En la versió original de Goethe, Faust ven l'ànima per tal de tornar a ser jove i recuperar el temps invertit il·lustrant-se. En canvi, en aquesta nova versió Faust es ven l'ànima al diable per tal de crear la llum artificial, així doncs la il·lustració està simbolitzada per la llum.
1951 Wilfred dissenya el primer teatre central dels Estats Units per a projeccions lumia i control per teclat de tota la il·luminació al Playhouse Theatre.
1954 Erwin Piscator publica el text Pensaments sobre una Millora de l'Art Escènic per mitjà de la Llum. En ell recolza el fet d'il·luminar des de sota els peus dels actors de tal manera “que la llum alliberi els peus del terra.”
A més a més, Jean Rosenthal exposa que "la il·luminació de Broadway és un intent de fer que l'actor o l'actriu apareguin com una joia. Donat que el dissenyador d'il·luminació de Broadway no pot seguir els mètodes d'àrea habituals en el teatre educatiu, intenta il·luminar l'actor des de tots i cadascun dels angles possibles, comunicant-li la desitjada brillantor de joia.”
1960 L'actor Claude-Émile Rosen publica a la revista Revue d'Esthétique l'article “L'éclairage et le Réalisme Théâtral”. En ell hi diu que “Si bé la llum es troba en l'origen del canvi que s'ha produït en el teatre al llarg de cent-cinquanta anys, aquesta no ha parat d'evolucionar. La seva evolució sempre ha estat lligada al sentit profund i també a l'aparença dels anys que vivim. El cinema ha capgirat la nostra visió habitual de la llum; les seves aplicacions no són pas negligibles quan es tracta d'il·luminar personatges.”
1963 Bronnikov exposa tres objectius fonamentals a la il·luminació escènica: Il·luminar els personatges en acció, il·luminar els decorats i crear efectes lluminosos en general.